# Cris Ortega
 (avril 2012).
 (mai 2012).
Cris Ortega, née à Valladolid (Espagne) en 1980, est une dessinatrice, illustratrice designer et publicitaire espagnole. Elle s’intéresse à l’art et à la littérature depuis son enfance, avec un amour particulier pour le fantastique et l’horreur.

## Biographie
Depuis son enfance elle s'est intéressé à l'art et la littérature plus spécifiquement dans le genre horreur. Même si la littérature a occupé une place importante dans son enfance Cris Ortega avait comme projet de se lancer dans une carrière aéronautique. C'est seulement à partir de 1999 lorsqu'elle a commencé à réaliser sa première bande dessinée à partir d'une histoire qu'elle avait déjà écrite plusieurs années auparavant, que Cris Ortega a envisagé la voie de la littérature comme carrière professionnelle.[réf. nécessaire]
Alors qu'elle étudiait comme technicienne en illustration à l'école d'art de Valladolid, elle publiait ses œuvres dans des fanzines et des magazines. Certaines de ses illustrations étaient publiées dans des magazines aussi bien locaux qu’étrangers. À ce moment-là elle travaillait également en tant que professeur de dessin et présentait ses dessins dans plusieurs expositions et galeries d'art.[réf. nécessaire]
À la fin de ses études Cris Ortega a d'abord travaillé comme directrice artistique pour une agence de publicité nommée Sm2, tout en continuant l’illustration. Elle consacrait tout son temps libre à réaliser des couvertures de livres et à l'édition de l'anthologie de la bande dessinée Shade.
elle travaillait aussi dans ses années là sur la conception graphique, des publicités, la conception de figurines, des jeux de rôle, des jeux vidéo, de la bande dessinée.Toujours ancrée dans l’univers de la fantaisie et de la terreur, elle est aussi nettement influencée par le monde des mangas, les animés qui se laissent deviner dans ses illustrations.[réf. nécessaire]
En 2005 elle a travaillé comme illustratrice pour l'édition Norma, elle a publié pour eux pendant un an et demi. Et plus tard elle y a publié sa première série de recueils d'images associées à de courtes histoires dontForgotten. En 2007, le premier volume de Forgotten est publié en Espagne. Celui-ci sera traduit par la suite en plusieurs langues tel que le français, l’anglais, l’italien et l’allemand. Forgotten se compose de quatre récits qui combinent des éléments gothiques ainsi que des éléments romantiques..[réf. nécessaire]
Sa carrière professionnelle s'étend sur plusieurs champs d'action : du dessin graphique,de la publicité aux jeux vidéo, de la bande dessinée à la photographie.Pendant son temps libre, Cris Ortega s’intéresse à l’histoire et à l’archéologie.[Interprétation personnelle ?]
Cris Ortega continue à présenter ses dessins dans de très nombreuses expositions. Ses plus récents recueils d'images ont été publiés dans des recueils assez connu comme Exotique ou encore Spectrum.[réf. nécessaire]

## Style
Cris Ortega opère un mélange intéressant entre le réalisme et le manga, un semi-réalisme un peu 'dark'. Forgotten, une des principales œuvres de la jeune dessinatrice, combine des éléments gothiques et romantiques ainsi qu'un mélange d'horreur et de fantastique.[Interprétation personnelle ?]
Dans la série Forgotten chaque ouvrage comporte près de 48 pages illustrées, divisé en quatre histoires bien distinctes.

### Livres
- Forgotten 1 Le Royaume sans nom, Norma, 2007 contient L'Âme de l'araignée, La Rose sauvage, La Boîte à musique et L'Histoire de Lorelei.
- Forgotten 2 Le Portail de la destinée, Norma, 2008 contient La Mélodie spectrale, Le Cri perçant de la 'Banshee', Lettres dans l'obscurité et La Rose des vents
- Forgotten 3 La Colline du silence, Norma, 2010 contient : Le Cortège d'âmes en peine, Quand décembre vient, l'Anneau de corail et La Fontaine de la lune.
- Nocturna, Imagica, 2011

### Partenariat
- Spectrum 18, Underwood Books, 2011
- Exotique 7, (+Mario Wisibono), Ballistic Publishing, 2011
- donde los arboles cantan(+Laura Gallego), SM, 2011
- Chopper 1, (+Martin Chapiro, Juan Ferreyra) Asylum press, 2011
- TBO 4 Japon, Dibbuks, 2011
- d'artiste character design, Ballistic Publishing, 2011
- Allia 6,  2011
- Drakaina Masters, SPQP artbook, 2010
- Art Squared digital painters 2, Rage Publishing, 2010
- Vampires The illustrated world of darkness, Norma, 2010
- Exotique 5, Ballistic Publishing, 2009
- Spectrum 16, Underwood Books, 2009
- Woman in the shadow, 2009 (seulement disponible lors du festival de l'Espona cinema)
- Ecos de Azurëa volume 1, (+Manuel F. Bueno), Mundos Épicos, 2009
- Exotique4, Ballistic Publishing, 2008
- Solidary King Kong, Scfiworld, 2008
- Spectrum 14, Underwood Books, 2007
- Shade, (+Lia Fiengo, Cris Ortega, Studio Kawaii, Hokane, Van Duran, Maria Abagnale, Ruui Eyvm), 2005
- Exotique 2, Ballistic Publishing, 2006
- In Dark Alleys, (+Brian St. Claire-King), Vajra Entreprises, 2006
- Exotique, Ballistic Publishing, 2005